# Las aventuras de Augie March
Las aventuras de Augie March (título original en inglés, The Adventures of Augie March) es una novela picaresca del estadounidense Saul Bellow, publicada en 1953 por Viking Press. Presenta al epónimo Augie March que crece durante la Gran Depresión y es un ejemplo de bildungsroman, trazando el desarrollo de un individuo a lo largo de una serie de encuentros, ocupaciones y relaciones desde que su juventud hasta que es adulto.
Ganó el Premio Nacional de Ficción estadounidense en 1954. Considerada en general como un clásico de la literatura estadounidense, la ha sido escogida como una de las cien mejores novelas en inglés por la revista Time (Lista de las cien mejores novelas en la historia de TIME, 1923 a 2005) y por la Modern Library (número 81 de las 100 mejores novelas en inglés del siglo XX).

## La novela
Aunque el estilo picaresco se encuentra entre las primeras formas de novela, las preocupaciones de Bellow son fundamentalmente modernas. Con una intrincada trama y un estilo alusivo, explora temas contrastantes de alienación y pertenencia, pobreza y riqueza, el amor y la pérdida, a menudo con un trasfondo cómico. 
Se puede considerar que su protagonista representa al moderno hombre de la calle—un individuo luchando por darle sentido a un mundo alienante, y esforzándose en triunfar en él. La novela es también específica del canon literario estadounidense en el hecho de que celebra la capacidad del individuo de progresar en la sociedad gracias a nada más que su propio "luck and pluck". Esta idea es afirmada explícitamente en las primeras y más famosas líneas de la novela, en las que el narrador se define a sí mismo como americano. Este era un importante acto de auto-definición para el autor y narrador, ambos emigrantes a América. También establece el significado dual de "América" en la novela: esto es, la "América" física y política, así como la más figurativa "americano" como un estado mental:

Soy un americano, nacido en Chicago —Chicago, esa sombría ciudad— y me enfrento a las cosas como me he enseñado a mi mismo, en estilo libre, y logrando las cosas a mi manera: primero llamas, luego te dejan pasar; a veces una llamada inocente, a veces no tan inocente. Pero el carácter de un hombre es su destino, dice Heráclito, y al final no hay forma de disfrazar la naturaleza de las llamadas por trabajo acústico en la puerta o enguantando los nudillos.

Esta celebración de lo individual determina la presentación de Bellow de la fatalidad en la novela. A diferencia de otras novelas picarescas, como Tom Jones de Henry Fielding, la trama de Augie March nunca está predeterminada. Las cosas simplemente le ocurren a Augie, una detrás de otra, sin ningún arco narrativo evidente o una pista de a dónde le están llevando sus aventuras. Esto contribuye a la impresión de que Augie, como el hombre de la calle, está perdido en un mundo caótico, pero también subraya el sentido de que el hombre de la calle, como una creación autónoma, controla su propio destino. Alternándose, Bellow expone las fuerzas alienadoras de la sociedad estadounidense, al mismo tiempo que revela las grandes oportunidades que ofrece.

## Resumen de la trama
La historia describe el crecimiento de Augie March de la niñez a una madurez bastante estable. Augie, con su hermano Simon y el mentalmente anormal George no tienen padre y los cría su madre, que está perdiendo la vista, y una tiránica pensionista tipo abuela en muy humildes circunstancias en los peores barrios de Chicago. Augie pasa de una situación a otra en un carrusel de trabajos, mujeres, casas, educación y estilo de vida.
El sendero de Augie March parece en parte hecho por sí mismo, y en parte le surge por casualidad. Su estilo de vida varía desde una situación en que prácticamente es adoptado por una pareja rica que lo mima, a la lucha por la existencia robando libros y ayudando a amigos en situaciones desesperadas. Su aventura más inusual es la huida a México con la salvaje e incontrolable Thea que intenta capturar lagartos con un águila. Thea intenta convencer a Augie para que se le una en esta tarea aparentemente imposible.
Sus trabajos incluyen la ayuda general al ligeramente corrupto Einhorn, ayudar en el entrenamiento de perros, trabajar para su hermano en el negocio del carbón, y para el Congreso de Organizaciones Industriales hasta que finalmente se une a la marina mercante en la guerra.
Augie atrae y se ve implicado con varias mujeres. Primero, un conocimiento casual cuna joven, se ve prometido a una prima rica de su cuñada. Sin embargo, por un escándalo que no es culpa suya, se ve descartado. Después de una aventura casual con Sophie, una camarera de hotel griega, se ve arrebatado por Thea, a la que ha conocido mientras vivía con los ricos Renling y que predice su relación incluso aunque él amase a su hermana. Después del fracaso en México, donde él sufrió un terrible accidente a caballo, él y Thea empiezan a separarse; pasa el tiempo jugando a las cartas y ella cazando serpientes y lagartos en las montañas. Su inevitable ruptura llega la noche en que él decide llevar en coche a otra mujer, Stella, a otra ciudad para escapar de su novio maltratador. Después de la ruptura, Augie volvió a Chicago y retomó el asunto con Sophie hasta que se unió a la marina mercante y se encamina a Nueva York. Allí se encuentra de nuevo con Stella y se casan.
A lo largo del libro, alientan a Augie a educarse, pero parece que nunca se pone a ello; lee mucho por su cuenta y desarrolla una filosofía de vida. Algo o alguien siempre tiende a salir de la nada, torciéndole el camino antes de que Augie considere seriamente volver a la educación.
Durante la guerra, su barco es hundido y él sufre un episodio difícil en un bote salvavidas con un hombre que resulta estar loco. Después del rescate, vuelve con Stella y el libro acaba con ellos viviendo una existencia algo dudosa en Francia, él implicado en algún asunto turbio y ella intentando ganarse la vida como actriz.

## Significado literario y crítica
En algún sentido, Las aventuras de Augie March se ve como la desaparición de la idea tradicional de un héroe estadounidense. Él es "el estadounidense que persigue después de la auto-exploración." Se le dota de unos antecedentes habituales en los protagonistas de historias estadounidenses inspiradoras; "procede de una familia pobre; no conoce la identidad de su padre; rechaza verse atrapado por la ropa fina, la posición social o la riqueza," y tiene muchas "cualidades heroicas" como su inteligencia, compasión y clara observación. Sin embargo, a pesar de estas ventajas, Augie no vive realmente la vida de un héroe. No tiene compromisos propios, y meremente se deja llevar con planes y esquemas desarrollados por otros. Nunca decide verdaderamente lo que quiere hacer consigo mismo y "logra un profundo entusiasmo sólo dos veces en la novela: se enamora dos veces... La primera experiencia fracasa completamente; y la segunda, hacia el final de la novela, está fracasando." Todo el mundo alrededor de Augie logra un mayor éxito que él porque ellos se comprometen para conseguir un fin, un objetivo, incluso si no es el más noble. Al final, aunque Augie tiene todas las oportunidades del mundo de triunfar, no lo logra porque rechaza comprometerse con ese mundo, y en lugar de ello sigue persiguiendo el vago "mejor destino" que se ha convencido de que se merece. A través de esto Bellow defiende su postura de que una mente aguda y unos ideales puros no sirven para nada si no les acompaña una búsqueda activa y una clara comprensión de la relación de uno mismo con los demás.
Como novela "centrada en la búsqueda de identidad" se ha comparado con novelas tan diferentes como Las aventuras de Huckleberry Finn, Moby Dick, y El guardián entre el centeno.

## Trivia
- La banda australiana Augie March toma su nombre del título de este libro. Son conocidos por su contenido lírico literario y descriptivo.
- El cantante-letrista Fionn Regan se refiere a este libro en su canción Put a Penny in the Slot.